# L.A. (formație)
L.A. a fost o formație românească înființată în anul 1998 de către Liviu Vârciu și Aurelian Ciocan. Cei doi au numit trupa după inițialele prenumelor lor, atrăgându-l în proiectul muzical și pe Adrian Zainea. În 1999 au lansat primul lor album de studio, Femeia, vândut în 600.000 de exemplare, un record la acel moment.. În următorii trei ani au lansat încă șase materiale discografice. Pentru albumul L.A. Club, produs împreună cu casa de discuri Music & Music, au abordat un gen muzical diferit de cel de până atunci, și anume dance.
În anul 2000 au lansat cartea despre istoria formației Toată viața mea, produsă în colaborare cu Andrei Rosu. De-a lungul carierei lor au avut șase turnee naționale și trei internaționale, cântând pentru comunitățile de români din Statele Unite, Canada și Germania. În 2001, au obținut premiile „Cel mai bun album de muzică de petrecere”, iar doi ani mai târziu premiul pentru „Cel mai îndrăzneț proiect muzical al anului 2003”.

## Discografie
- 1999: Femeia
- 2000: Toată viața mea
- 2000: Numai tu
- 2001: Fără tine
- 2001: Ochii tăi
- 2002: L.A. Club
- 2002: Hiturile L.A.
- 2004: Cand vine noaptea..